# 馬托西紐什
41°11′N 8°42′W / 41.183°N 8.700°W

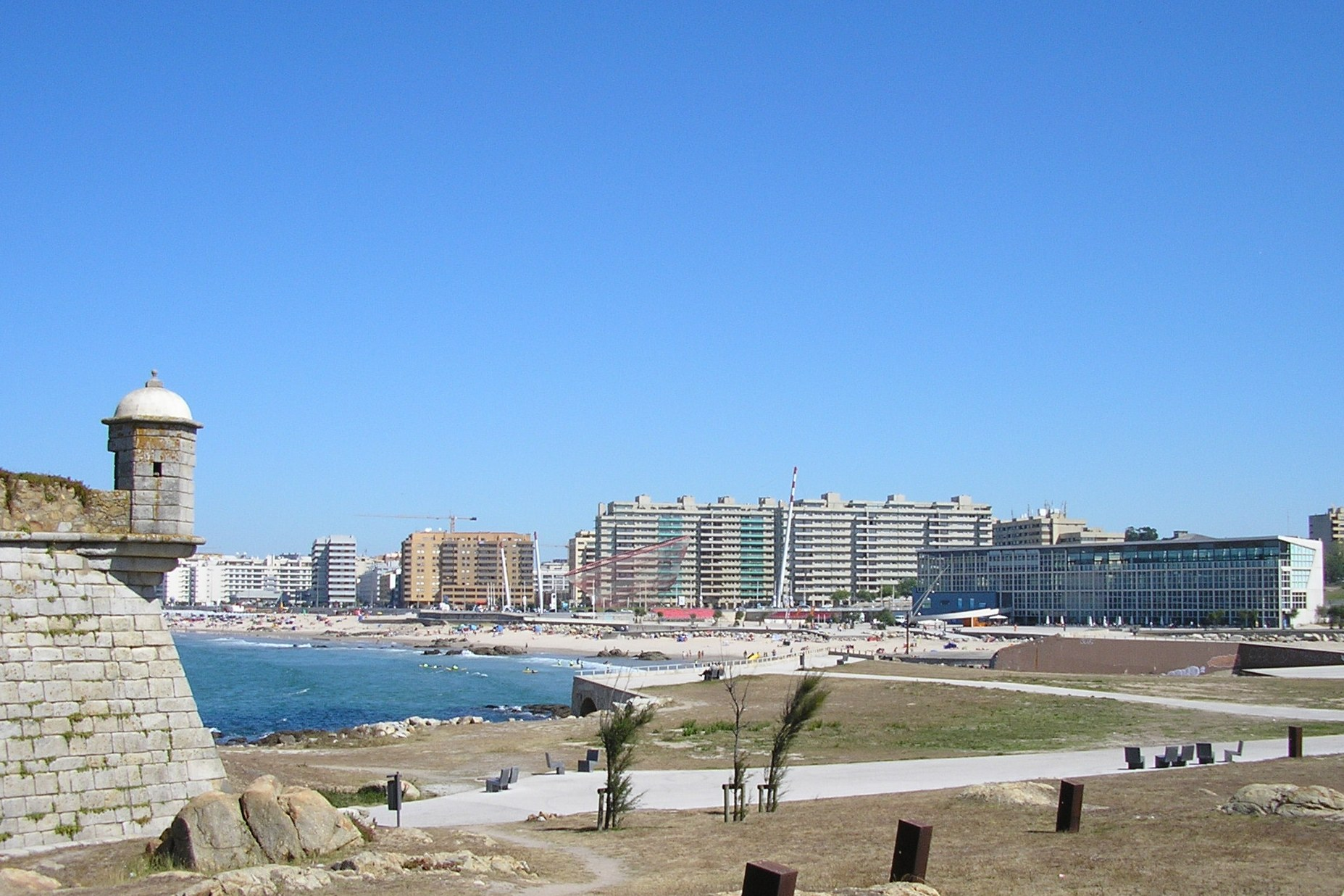

馬托西紐什（葡萄牙語：Matosinhos），是葡萄牙的城鎮，位於該國西北部，由波爾圖區負責管轄，始建於1867年，面積62.42平方公里，2011年人口175,478，人口密度每平方公里2,811.25人。

## 友好城市
- 法國 梅里尼亚克